# Michel Che
Michel Che (* 29. Dezember 1941 in Lyon; † 7. August 2019) war ein französischer Chemiker (Physikalische Chemie). Er befasste sich mit Katalyse.
Che studierte an der Universität Lyon und der Ecole Superieur de Chimie Industrielle und wurde 1968 mit einer Dissertation über EPR-Studien von Titandioxid in Lyon promoviert. Er war als Post-Doktorand bis 1971 an der Princeton University, war danach am Institut für Katalyse des CNRS in Villeurbanne und war ab 1975 Professor an der Universität Paris VI (Pierre et Marie Curie).
1995 wurde er Senior-Mitglied des Institut universitaire de France und war dort Boris-Imelik-Professor für Oberflächen-Reaktivität und Katalyse. Er war Gründungspräsident der European Federation of Catalysis Societies (EFCATS), die ab 1993 die EuropaCAT-Kongresse ausrichteten. 2002 bis 2004 war er Präsident der International Association of Catalysis Societies (IACS) und organisierte deren 13. Internationalen Kongress in Paris (2004).
Er verfolgte einen interdisziplinären Zugang zum Studium der Mechanismen von Katalyse (Komplexchemie an Grenzflächen, Kolloidchemie, Supramolekulare Chemie, Elektrochemie, Geochemie, Festkörperchemie). Speziell befasste er sich mit Heterogener Katalyse und mit der Rolle von Wasser bei der Katalyse (Titel seiner Gault Lecture 2004).
2008 erhielt er den Preis für internationale Zusammenarbeit der chinesischen Akademie der Wissenschaften.
2014 erhielt er die Faraday-Vorlesung. Titel der Vorlesung war Relevance of Geochemistry to the Life of a Catalyst: When Fire Meets Water. Er war Ehrendoktor in Krakau, Bukarest und Lissabon und Mitglied der Leopoldina, der Academia Europaea (1992) sowie der Polska Akademia Umiejętności. 1972 erhielt er den Van-t’Hoff-Preis der Niederländischen Akademie der Wissenschaften, 1986 und 1998 war er Vortragender der Japan Society for the Promotion of Science und 1997 erhielt er den Pierre-und-Marie-Curie-Preis der französischen und polnischen chemischen Gesellschaften. 1997 erhielt er den Gay-Lussac-Humboldt-Preis und 1999 den Alexander-Joannides-Preis der französischen Académie des sciences.